# Sluis-Aardenburg
Sluis-Aardenburg is een voormalige gemeente in de Nederlandse provincie Zeeland.
De gemeente heeft maar kort bestaan: op 1 januari 1995 fuseerden de gemeenten Sluis en Aardenburg, op 1 januari 2003 ging Sluis-Aardenburg samen met de gemeente Oostburg op in de nieuwe (tweede) gemeente Sluis.
De gemeente Sluis-Aardenburg omvatte, naast de steden Aardenburg (bestuurlijk centrum), Sluis en Sint Anna ter Muiden, de dorpen Eede, Draaibrug, Heille, Retranchement en Sint Kruis. De gemeente had een oppervlakte van 83,76 km² (waarvan 1,28 km² water) en telde in 2002, een jaar voor de opheffing, 6567 inwoners.